# 1976年インスブルックオリンピックの日本選手団
1976年インスブルックオリンピックの日本選手団（1976ねんインスブルックオリンピックのにほんせんしゅだん）は、1976年2月4日から2月15日まで開催された1976年インスブルックオリンピック（冬季）の日本選手団、およびその競技結果。選手所属は1976年当時のもの。
日本がメダル無しに終わった最後のオリンピックである。これ以降のオリンピックでは、少なくともメダルを1つ以上獲得している。

## 概要
- 人員：72人（選手57人、役員15人）
主将：笠谷幸生（スキージャンプ）
旗手：鈴木正樹（スピードスケート）
- 結団式：1月19日（岸記念体育会館）
- 解団式：2月20日（岸記念体育会館）

## スキー
監督：矢崎力

ヘッドコーチ：丸林光祥

コーチ：菊地定夫

### アルペンスキー
- 市村政美（日本楽器）
  - 男子回転：2回目途中棄権
- 千葉晴久（専修大学）
  - 男子回転：1回目途中棄権
- 富井澄博（西沢スキー）
  - 男子回転：29位（2分18秒67）
  - 男子滑降：20位（1分48秒88）
  - 男子大回転：34位（3分49秒73）
- 片桐幹雄（北野建設）
  - 男子回転：1回目途中棄権
  - 男子滑降：27位（1分50秒03）
  - 男子大回転：37位（3分52秒73）

### クロスカントリースキー
- 早坂毅代司（日本大学）
  - 男子15km：50位（48分46秒93）
  - 男子30km：55位（1時間41分33秒76）
- 藤木良司（地崎工業）
  - 男子15km：58位（49分40秒48）
  - 男子30km：57位（1時間42分59秒25）
- 照井美喜子（生保内中教）
  - 女子5km：26位（17分29秒65）
  - 女子10km：30位（33分25秒81）

### スキージャンプ
- 伊藤高男（専修大学）
  - 70m級：24位（213.9）
  - 90m級：22位（183.2）
- 角田幸司（雪印乳業）
  - 70m級：29位（210.4）
- 笠谷幸生（ニッカ）
  - 70m級：16位（224.0）
  - 90m級：17位（192.3）
- 若狭実（北海道拓殖銀行）
  - 90m級：29位（177.5）
- 板垣宏志（国土計画）
  - 70m級：20位（221.1）
  - 90m級：33位（175.2）
- 金野昭次（北海道拓殖銀行）
  - 出場せず

### ノルディック複合
- 久保田三知男（ニヘイハウス）
  - 個人：30位（338.61）
- 勝呂裕司（東京美装）
  - 個人：21位（373.67）

## スケート

### スピードスケート
監督：星野仁

コーチ：石幡忠雄

- 山本雅彦（王子製紙）
  - 男子1500m：21位（2分06秒67）
  - 男子5000m：22位（8分06秒97）
  - 男子10000m：16位（16分20秒83）
- 川原正行（三協精機）
  - 男子5000m：24位（8分10秒08）
- 大山三喜雄（王子製紙）
  - 男子500m：18位（40秒90）
  - 男子1000m：24位（1分25秒91）
- 平手則男（三協精機）
  - 男子500m：16位（40秒85）
  - 男子1000m：30位（1分29秒40）
- 鈴木正樹（王子製紙）
  - 男子500m：11位（40秒22）
  - 男子1000m：19位（1分23秒40）
- 伊東千恵子（三協精機）
  - 女子1500m：22位（2分25秒27）
  - 女子3000m：21位（4分58秒92）
- 太田裕子（駒大苫小牧高校）
  - 女子1000m：20位（1分33秒99）
  - 女子1500m：24位（2分25秒74）
  - 女子3000m：19位（4分58秒68）
- 長屋真紀子（三協精機）
  - 女子500m：7位（43秒88）
  - 女子1000m：9位（1分31秒23）
- 長谷川恵子（三協精機）
  - 女子500m：17位（45秒09）
  - 女子1000m：24位（1分35秒42）

### フィギュアスケート
監督：竹内己喜男

- 佐野稔（日本大学）
  - 男子シングル：9位
- 松村充（武相学園高校）
  - 男子シングル：11位
- 渡部絵美（米国ゴールデンバレー高校）
  - 女子シングル：13位

## バイアスロン
役員兼選手：大野公

- 笹久保和雄（自衛隊）
  - 男子20km：41位（1時間27分35秒31）
- 出口弘之（自衛隊）
  - 男子20km：31位（1時間24分53秒84）
- 鈴木效（自衛隊）
  - 男子20km：38位（1時間26分35秒79）
- 大野公・白手良幸・鈴木效・出口弘之
  - 男子4×7.5kmリレー：14位（2時間17分09秒04）

## ボブスレー
役員兼選手：江刺家進

- 佐藤力夫（地崎工業）・品田公博（三省堂）
  - 2人乗り：22位（3分53秒72）
- 阿部勝己（新世改設）・江刺家進（日産自動車）
  - 2人乗り：24位（3分56秒06）
- 阿部勝己・江刺家進・佐藤力夫・品田公博
  - 4人乗り：18位（3分49秒41）

## リュージュ
役員兼選手：大八木政明

- 佐藤英利（佐藤工業）
  - 男子1人乗り：24位（3分40秒931）
- 市川和明（北海道警察本部）
  - 男子1人乗り：27位（3分42秒442）
- 市川和明・大八木政明（北海道警察本部）
  - 男子2人乗り：18位（1分30秒583）
- 山田照子（亀屋チェーンストア）
  - 女子1人乗り：20位（3分00秒808）
- 小川美恵子（北海道警察本部）
  - 女子1人乗り：19位（3分00秒730）

## アイスホッケー
監督：宮崎宜広

- 大坪利満（王子製紙）
- 三沢実（西武不動産）
- 中村等（岩倉組）
- 秋葉武士（岩倉組）
- 江刺家清（王子製紙）
- 若狭浩嗣（王子製紙）
- 中山巌（西武不動産）
- 堀寛（西武不動産）
- 京谷佳明（王子製紙）
- 東毅（王子製紙）
- 本間貞樹（王子製紙）
- 桜井秀男（岩倉組）
- 伊藤実（岩倉組）
- 浦辺秀夫（王子製紙）
- 若林修（西武鉄道）
- 榛沢務（西武不動産）
- 星野好男（国土計画）
- 田中保伸（国土計画）
  - 9位

## 本部役員
団長：山田正彦

総務：廣賢太郎

競技渉外：佐野雅之

庶務会計：森本哲夫

ドクター：今井清勝